# Anacanthobatis longirostris
Anacanthobatis longirostris  — вид хрящевых рыб рода нитерылых скатов одноимённого семейства отряда скатообразных. Обитают в центрально-западной части Атлантического океана. Встречаются на глубине до 1052 м. Их крупные, уплощённые грудные плавники образуют диск с выступающим рылом, который оканчивается нитевидным выростом. Максимальная зарегистрированная ширина диска 75 см.

## Таксономия
Впервые вид был научно описан в 1962 году. Видовой эпитет происходит от слов лат. long — «длинный» и лат. rostrum — «клюв» рострум.

## Ареал
Эти глубоководные скаты обитают в Карибском бассейне и в северной части Мексиканского залива у берегов Антигуа и Барбуда, Багамский островов, Доминики, Гваделупы, Сент-Китс и Невис, США (Флорида, Луизиана, Миссисипи, Техас), Британских Виргинских островов и Виргинских островов (США). Встречаются у края материкового склона на глубине от 520 до 1052 м.

## Описание
Максимальная зарегистрированная ширина диска 75 см. Широкие и плоские грудные плавники этих скатов образуют округлый диск. Выступающее рыло переходит в нитевидный вырост. Кожа лишена чешуи. Спинные плавники отсутствуют. На вентральной стороне диска расположены 5 жаберных щелей, ноздри и рот. Тонкий хвост короче диска.

## Взаимодействие с человеком
Эти скаты не являются объектом целевого лова. Глубоководный промысел в ареале не ведётся.  Данных для оценки Международным союзом охраны природы охранного статуса  вида недостаточно.